# Velasio De Paolis
Velasio De Paolis C.S. (Sonnino, 19 september 1935 – Rome, 9 september 2017) was een Italiaans geestelijke en kardinaal van de Rooms-Katholieke Kerk.

## Loopbaan
De Paolis werd op 4 oktober 1958 geprofest voor de Missionarissen van Sint-Carolus. Op 18 maart 1961 werd hij priester gewijd. In 2003 begon De Paolis zijn werkzaamheden bij de Romeinse Curie. Op 30 december 2003 werd hij benoemd tot secretaris bij de Apostolische Signatuur en tot titulair bisschop van Thelepte; zijn bisschopswijding vond plaats op 21 februari 2004. Op 12 april 2008 werd hij benoemd tot president van de prefectuur voor de Economische Zaken van de Heilige Stoel; bij deze gelegenheid werd hij tevens bevorderd tot titulair aartsbisschop.
De Paolis werd tijdens het consistorie van 20 november 2010 kardinaal gecreëerd.  Hij kreeg de rang van kardinaal-diaken. Zijn titeldiakonie werd de Gesù Buon Pastore alla Montagnola. De Paolis nam deel aan het conclaaf van 2013, dat leidde tot de verkiezing van paus Franciscus.
De Paolis ging op 21 september 2011 met emeritaat. Hij overleed in 2017 op 81-jarige leeftijd.
- Biblioteca Nacional de España: XX5049011
- Bibliothèque nationale de France: cb129460724 (data)
- Gemeinsame Normdatei: 131595733
- International Standard Name Identifier: 0000 0001 1638 2793
- Library of Congress Control Number: n84059114
- Istituto Centrale per il Catalogo Unico: CFIV012878
- Système universitaire de documentation: 056964315
- Virtual International Authority File: 60218809
- WorldCat: E39PBJwhDXpYFPcW9FTDhYqbBP